# Casa de Cseszneky

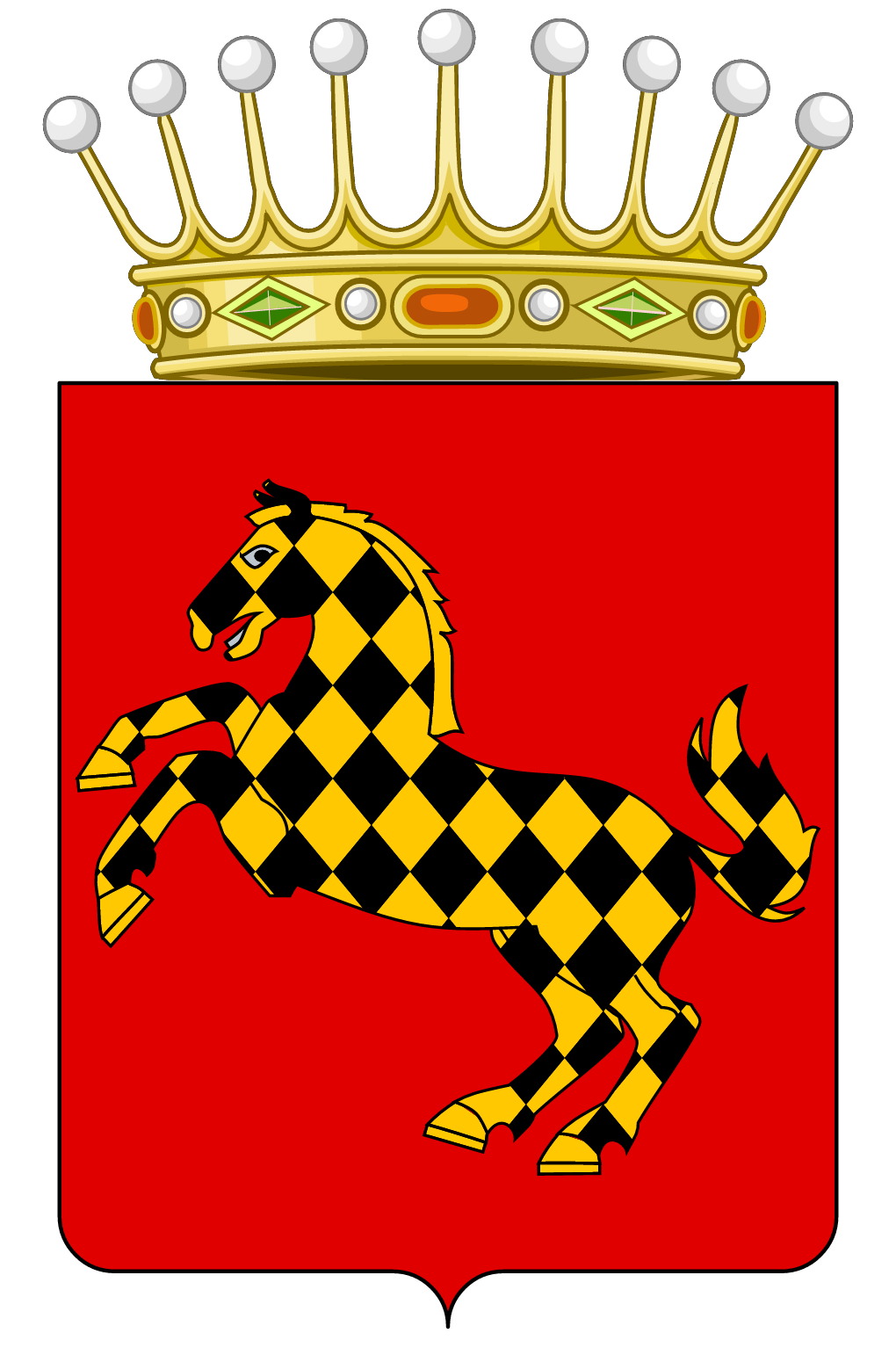
Blazonul familiei Cseszneky

Cseszneky este un nume de familie de origine maghiară.

## Persoane notabile
- Benedek Cseszneky, diplomat
- Erzsébet Cseszneky, mama lui Bél Mátyás, binefăcătoare a Bisericii Luterane
- György Cseszneky, castelan de Tata și Győr
- Gyula Cseszneky (1914-ca 1970), poet, traducător, conte
- Imre Cseszneky, agricultor, crescător de cai
- Jakab Cseszneky, lord al castelului Trencsén, constructorul castelului Csesznek
- János Cseszneky, comandant de infanterie, castelan de Győr
- Mátyás Cseszneky, comandant de cavalerie
- Mihály Cseszneky, vicecastelan de Varpalota
- Mihály Cseszneky de Milvány (1910-1975), industriaș

## Vezi și
- Csesznek